# Матюшенко-Гоженко Марія Григорівна
Матюшенко-Гоженко Марія Григорівна (уроджена Гоженко; нар. 1886, Київ — пом. 1945, Прага) — українська громадсько-політична діячка, одна із засновниць першої української жіночої громадської організації — «Жіноча громада». Українська делегатка Другого інтернаціоналу, активний член РУП..

## Життєпис
Матюшенко-Гоженко Марія Григорівна народилась у 1886 році.
У 1900 році у Тернополі Марія Матюшенко-Гоженко разом з Марією Чикаленко, Марією Кістяківська-Тимченко, Марією Степаненко, Людмилою Старицькою-Черняхівською, Ісидорою Косач, Одаркою Романовою, Марією Грінченко, а також сестрами Катрею, Галиною і Мар'яною Лисенками стала засновницею першої української жіночої громадської організації — «Жіноча громада».
Окрім української «Жіночої громади», яка не ставила собі ніяких політичних завдань, у Києві була «Вільна громада» — філія РУПу, одним із організаторів якої був син Володимира Антоновича Дмитро, а однією з активних учасників — Марія Гоженко. «Вільна громада» РУПу хотіла внести трохи революційного духу до «Жіночої громади» й пожвавити її роботу.
Одружилася згодом із лікарем і громадсько-політичним діячем Борисом Матюшенком, як і вона — членом РУП. У Києві Марія Гоженко входила до Революційної Української Партії і неодноразово брала участь у конґресах Другого Інтернаціоналу.
У 1915 році Матюшенко-Гоженко була посередницею між українофільською організацією під вигідною назвою «Товариство допомоги населенню Півдня Росії» та урядовцями київського земства, які через неї надавали організації дуже велику допомогу.
З 1920 року Марія Григорівна Матюшенко-Гоженко перебувала на еміграції у Празі. Подальша доля невідома.